# Зуево (Вожегодский район)
Зуево — деревня в Вожегодском районе Вологодской области.
Входит в состав Бекетовского сельского поселения (с 1 января 2006 года по 9 апреля 2009 года входила в Пунемское сельское поселение), с точки зрения административно-территориального деления — в Пунемский сельсовет.
Расстояние до районного центра Вожеги по автодороге — 81 км, до центра муниципального образования Бекетовской по прямой — 21 км. Ближайшие населённые пункты — Мытник, Тигино, Покровская, Курицино, Конечная, Филатовская, Строкавино.
По переписи 2002 года население — 16 человек.

Расстояние до районного центра: Вожега: (57 км.)
Расстояние до областного центра: Вологда (131 км.)
Расстояние до столицы: Москва (517 км.)
Расстояния до аэропортов: Вологда(125 км.)